# Acanthodactylus haasi
Acanthodactylus haasi är en ödleart som beskrevs av  Alan E. Leviton och Anderson 1967. 
Acanthodactylus haasi ingår i släktet fransfingerödlor, och familjen lacertider. IUCN kategoriserar arten globalt som livskraftig. Inga underarter finns listade i Catalogue of Life.